# Titomanlio Manzella
Tito Manlio Manzella (Catania, 1º gennaio 1891 – Roma, 19 febbraio 1966) è stato uno scrittore e giornalista italiano.

## Biografia
Figlio di Francesco Manzella  (musicista) e di Giuseppina Frontini (sorella di Francesco Paolo Frontini), fu fratello di Gesualdo Manzella Frontini e zio di Gaetano Zappalà.
Professore di tedesco, collaborò a molti giornali italiani, tedeschi e americani. Scrittore fecondissimo, pubblicò una ventina di opere.
Coltissimo, estroso, sempre animato da un eccezionale fervore organizzativo, amava la natura e la vita agreste: «.. Vorrei vivere in campagna, forse perché sono costretto a vivere in città... ».
Nel 1923 fondò una rivistina per ragazzi, Farfalle, illustrata da Antonio Prestinenza. 
Collaborò anche ad altri famosi giornali per ragazzi, come “Corriere dei piccoli”, “Giornalino della domenica” e “Balilla”.
Diresse, per incarico dell'editore Amantia, la collana dei Migliori scrittori giovani.
Adottò molti pseudonimi (Alessio Karassik, Pedro Maslina Rueda, Victor Ducasse, Coelo Ramiro Delucema, Nikola Karassoff). Villaroel lo definì «l'inventore della Catania picaresca».
Suo figlio, Igor Manlio (1922-2009), è stato un prestigioso giornalista internazionale sotto lo pseudonimo di Igor Man.

## Opere
(parziale)
Dedicate all'infanzia:
- Naticchia, storia di un ragazzo qualunque, 1921
- Tanu e Michele Baccalà
- Ridi, o Sole! 1924,
- La rondine maledetta 1926,
- I parenti di Caino 1928,
- Testallegra 1930,
- Tre bambini sotto una palma 1935.

altre
- La rondine maledetta
- Dall'isola azzurra 1924
- Quando ero zingaro 1947
- Occhio di bue 1960.